# Рокоссовская, Ариадна Константиновна
Ариадна Константиновна Рокоссовская (род. 7 октября 1980, Москва) — журналист-международник; правнучка маршала Константина Рокоссовского, дочь Константина Рокоссовского и Людмилы Окуневой.
В 1997 году окончила московскую школу 1243 (бывшая 60-я спецшкола). В 2002 году окончила факультет международной журналистики МГИМО. Была сотрудником международной редакции агентства ИТАР-ТАСС, студии «Международная Панорама», телеканалa РТР, «Российской газеты», где с 2002 года работала журналистом в отделе международной информации, затем заместителем ответственного секретаря редакции. С 2010 по 2022 год занималась международной журналистикой, специализируется в европейской политике, событиях в Польше и Германии. В польском издании «Газе́та выбо́рча» печатался цикл её статей «Из России о России».
В 2020 году в издательстве «АСТ» вышла ее книга «Утро после Победы», в которой собраны интервью с детьми и внуками полководцев Великой Отечественной войны.
30 июля 2014 года в посольстве Польши ей был вручён польский знак отличия «Бронзовый Крест Заслуги», которым она была удостоена за особый вклад в создание в российском обществе доброжелательной картины Польши, а также объективное и профессиональное изложение польских дел.
Владеет польским, немецким и английским языками. 